# Campeonato Mundial de Atletismo de 2022 - 100 m masculino
A competição dos 100 metros masculino no Campeonato Mundial de Atletismo de 2022 foi realizada no estádio Hayward Field, em Eugene, nos Estados Unidos, nos dias 15 e 16 de julho de 2022.

## Recordes
Antes da competição, os recordes eram os seguintes:
| Recorde mundial                               | Usain Bolt (JAM)         | 9.58  | Berlim, Alemanha         | 16 de agosto de 2009   |
| Recorde do campeonato                         | Usain Bolt (JAM)         | 9.58  | Berlim, Alemanha         | 16 de agosto de 2009   |
| Recorde do ano                                | Fred Kerley (USA)        | 9.76  | Eugene, Estados Unidos   | 24 de junho de 2022    |
| Recorde da África                             | Ferdinand Omanyala (KEN) | 9.77  | Nairóbi, Quênia          | 18 de setembro de 2021 |
| Recorde da Ásia                               | Su Bingtian (CHN)        | 9.83  | Tóquio, Japão            | 1 de agosto de 2021    |
| Recorde da América do Norte, Central e Caribe | Usain Bolt (JAM)         | 9.58  | Berlim, Alemanha         | 16 de agosto de 2009   |
| Recorde da América do Sul                     | Robson da Silva (BRA)    | 10.00 | Cidade do México, México | 22 de julho de 1988    |
| Recorde da Europa                             | Marcell Jacobs (ITA)     | 9.80  | Tóquio, Japão            | 1 de agosto de 2021    |
| Recorde da Oceania                            | Patrick Johnson (AUS)    | 9.93  | Mito, Japão              | 5 de maio de 2003      |

## Medalhistas
| Ouro              | Prata              | Bronze                |
| Fred Kerley (USA) | Marvin Bracy (USA) | Trayvon Bromell (USA) |

## Tempo de qualificação
| Tempo de qualificação. |
| ---------------------- |
| 10.05                  |

## Calendário
| Data        | Horário | Fase            |
| ----------- | ------- | --------------- |
| 15 de julho | 12:30   | Fase preliminar |
| 15 de julho | 18:50   | Eliminatórias   |
| 16 de julho | 18:00   | Semifinais      |
| 16 de julho | 19:50   | Final           |

Todos os horários estão no horário local (UTC-7)

## Resultados

### Fase preliminar
Qualificação: Os seis primeiros de cada bateria (Q) e os seis melhores tempos (q) da preliminar.
Vento:

Bateria 1: +0.5 m/s, Bateria 2: -0.1 m/s, Batera 3: 0.0 m/s, Bateria 4: +1.1 m/s
| Pos. | Bateria | Atleta                  | Nacionalidade                   | Tempo        | Notas                |
| ---- | ------- | ----------------------- | ------------------------------- | ------------ | -------------------- |
| 1    | 4       | Emanuel Archibald       | Guiana                          | 10.31        | Q                    |
| 2    | 2       | Ebrahima Camara         | Gâmbia                          | 10.37        | Q                    |
| 3    | 2       | Lalu Muhammad Zohri     | Indonésia                       | 10.46        | Q,                   |
| 4    | 2       | Imranur Rahman          | Bangladesh                      | 10.47        | q                    |
| 5    | 4       | Dorian Keletela         | Atletas Refugiados              | 10.48        | Q                    |
| 6    | 1       | César Almirón           | Paraguai                        | 10.49        | Q                    |
| 7    | 3       | Lionel Tshimanga Muteba | República Democrática do Congo  | 10.64        | Q                    |
| 8    | 3       | Hussein Ali Al Khafaji  | Iraque                          | 10.65        | Q                    |
| 9    | 1       | Ildar Akhmadiev         | Tajiquistão                     | 10.66        | Q                    |
| 10   | 3       | Francesco Sansovini     | San Marino                      | 10.67        | q                    |
| 11   | 1       | Noureddine Hadid        | Líbano                          | 10.68        | q,                   |
| 12   | 4       | Melique Garcia          | Honduras                        | 10.70        | q,                   |
| 13   | 1       | Shaun Gill              | Belize                          | 10.76        | q                    |
| 14   | 1       | Hassan Saaid            | Maldivas                        | 10.77        | q,                   |
| 15   | 3       | Craig Gill              | Gibraltar                       | 11.24 [.232] | Recorde da temporada |
| 16   | 4       | Omar Aburouss           | Jordânia                        | 11.24 [.233] | Recorde da temporada |
| 17   | 3       | Lataisi Mwea            | Kiribati                        | 11.43 [.424] |                      |
| 17   | 4       | Said Gilani             | Afeganistão                     | 11.43 [.424] | Recorde da temporada |
| 19   | 2       | Karalo Maibuca          | Tuvalu                          | 11.46        | Recorde da temporada |
| 20   | 4       | Tikove Piira            | Ilhas Cook                      | 11.56        | Recorde da temporada |
| 21   | 1       | Scott Fiti              | Estados Federados da Micronésia | 11.61        | Recorde da temporada |
| 22   | 2       | Ignacio Blaluk          | Palau                           | 11.66        | Recorde pessoal      |
| 23   | 3       | Nathan Crumpton         | Samoa Americana                 | 11.71        | Recorde da temporada |
| 24   | 1       | Mipham Yoezer Gurung    | Butão                           | 11.86        | Recorde pessoal      |
| 25   | 2       | Nehumi Tuihalamaka      | Tonga                           | 12.22        | Recorde pessoal      |
| 26   | 4       | Banuve Tabakaucoro      | Fiji                            |              | DSQ                  |
| 27   | 2       | Ahmed Amaar             | Líbia                           |              | DNS                  |
| 27   | 3       | Boubacar Barry          | Guiné                           |              | DNS                  |

### Eliminatórias
Qualificação: Os três primeiros de cada bateria (Q) e os três melhores tempos (q) das eliminatórias. 

Vento:

Bateria 1: -0,1 m/s, Bateria 2: +0,1 m/s, Bateria 3: +0,6 m/s, Bateria 4: +0,2 m/s, Bateria 5: +1,1 m/s, Bateria 6: +0,5 m/s, Bateria 7: -0,3 m/s
| Pos. | Bateria | Atleta                  | Nacionalidade                  | Tempo        | Notas                |
| ---- | ------- | ----------------------- | ------------------------------ | ------------ | -------------------- |
| 1    | 2       | Fred Kerley             | Estados Unidos                 | 9.79         | Q                    |
| 2    | 3       | Trayvon Bromell         | Estados Unidos                 | 9.89         | Q                    |
| 3    | 4       | Oblique Seville         | Jamaica                        | 9.93         | Q                    |
| 4    | 5       | Letsile Tebogo          | Botswana                       | 9.94         | Q, WU20R,            |
| 5    | 2       | Zharnel Hughes          | Grã-Bretanha                   | 9.97         | Q, =                 |
| 6    | 7       | Abdul Hakim Sani Brown  | Japão                          | 9.98         | Q,                   |
| 7    | 2       | Emmanuel Matadi         | Libéria                        | 9.99         | Q                    |
| 8    | 2       | Favour Ashe             | Nigéria                        | 10.00        | q                    |
| 9    | 3       | Arthur Cissé            | Costa do Marfim                | 10.02        | Q ,                  |
| 10   | 4       | Marcell Jacobs          | Itália                         | 10.04 [.032] | Q , =                |
| 11   | 5       | Yohan Blake             | Jamaica                        | 10.04 [.035] | Q                    |
| 12   | 1       | Marvin Bracy            | Estados Unidos                 | 10.05        | Q                    |
| 13   | 5       | Aaron Brown             | Canadá                         | 10.06        | Q ,                  |
| 14   | 5       | Akani Simbine           | África do Sul                  | 10.07        | q                    |
| 15   | 6       | Christian Coleman       | Estados Unidos                 | 10.08 [.071] | Q                    |
| 16   | 7       | Edward Osei-Nketia      | Nova Zelândia                  | 10.08 [.078] | Q ,                  |
| 17   | 7       | Ferdinand Omanyala      | Quênia                         | 10.10        | Q                    |
| 18   | 3       | Rodrigo do Nascimento   | Brasil                         | 10.11        | Q                    |
| 19   | 6       | Andre de Grasse         | Canadá                         | 10.12 [.111] | Q                    |
| 20   | 4       | Ryuichiro Sakai         | Japão                          | 10.12 [.114] | Q                    |
| 21   | 2       | Su Bingtian             | China                          | 10.15 [.142] | q , =                |
| 22   | 1       | Ackeem Blake            | Jamaica                        | 10.15 [.144] | Q                    |
| 23   | 4       | Reece Prescod           | Grã-Bretanha                   | 10.15 [.145] |                      |
| 24   | 3       | Jerome Blake            | Canadá                         | 10.16        |                      |
| 25   | 7       | Ismaël Koné             | Costa do Marfim                | 10.17 [.161] |                      |
| 26   | 1       | Raymond Ekevwo          | Nigéria                        | 10.17 [.162] | Q                    |
| 27   | 1       | Cejhae Greene           | Antígua e Barbuda              | 10.17 [.164] |                      |
| 28   | 6       | Erik Cardoso            | Brasil                         | 10.18 [.173] | Q                    |
| 29   | 6       | Benjamin Azamati        | Gana                           | 10.18 [.180] |                      |
| 30   | 6       | Gift Leotlela           | África do Sul                  | 10.19 [.187] |                      |
| 30   | 3       | Yupun Abeykoon          | Sri Lanka                      | 10.19 [.187] |                      |
| 32   | 4       | Julian Wagner           | Alemanha                       | 10.21 [.201] |                      |
| 33   | 4       | Shainer Rengifo Montoya | Cuba                           | 10.21 [.204] |                      |
| 34   | 2       | Jerod Elcock            | Trinidad e Tobago              | 10.22 [.215] |                      |
| 35   | 7       | Felipe Bardi            | Brasil                         | 10.22 [.218] |                      |
| 35   | 1       | Rohan Browning          | Austrália                      | 10.22 [.218] |                      |
| 37   | 7       | Joseph Paul Amoah       | Gana                           | 10.22 [.220] |                      |
| 38   | 5       | Samson Colebrooke       | Bahamas                        | 10.23        |                      |
| 39   | 2       | Emanuel Archibald       | Guiana                         | 10.24        |                      |
| 40   | 6       | Udodi Chudi Onwuzurike  | Nigéria                        | 10.26        |                      |
| 41   | 5       | Jake Doran              | Austrália                      | 10.29        |                      |
| 42   | 1       | Chituru Ali             | Itália                         | 10.40        |                      |
| 43   | 1       | Lalu Muhammad Zohri     | Indonésia                      | 10.42        | Recorde da temporada |
| 44   | 7       | Clarence Munyai         | África do Sul                  | 10.47        |                      |
| 45   | 3       | Ebrahima Camara         | Gâmbia                         | 10.48        |                      |
| 46   | 5       | César Almirón           | Paraguai                       | 10.51        |                      |
| 47   | 4       | Dorian Keletela         | Atletas Refugiados             | 10.52 [.513] |                      |
| 48   | 3       | Femi Ogunode            | Catar                          | 10.52 [.515] | Recorde da temporada |
| 49   | 6       | Hussein Ali Al Khafaji  | Iraque                         | 10.55        |                      |
| 50   | 7       | Lionel Tshimanga Muteba | República Democrática do Congo | 10.60        |                      |
| 51   | 1       | Francesco Sansovini     | San Marino                     | 10.71        |                      |
| 52   | 7       | Noureddine Hadid        | Líbano                         | 10.72        |                      |
| 53   | 3       | Shaun Gill              | Belize                         | 10.77        |                      |
| 54   | 2       | Hassan Saaid            | Maldivas                       | 10.83        |                      |
| 55   | 6       | Ildar Akhmadiev         | Tajiquistão                    | 10.85        |                      |
| 56   | 5       | Melique García          | Honduras                       | 10.88        |                      |
| 57   | 4       | Imranur Rahman          | Bangladesh                     | 99.99 !      | DNS                  |

### Semifinais
Qualificação: Os dois primeiros de cada bateria (Q) e os dois melhores tempos (q) das semifinais.
Vento:

Bateria 1: +0,3 m/s, Bateria 2: +0,1 m/s, Bateria 3: -0,1 m/s
| Pos. | Bateria | Atleta                 | Nacionalidade   | Tempo        | Notas |
| ---- | ------- | ---------------------- | --------------- | ------------ | ----- |
| 1    | 3       | Oblique Seville        | Jamaica         | 9.90         | Q     |
| 2    | 3       | Marvin Bracy           | Estados Unidos  | 9.93         | Q     |
| 3    | 1       | Akani Simbine          | África do Sul   | 9.97 [.966]  | Q,    |
| 4    | 1       | Trayvon Bromell        | Estados Unidos  | 9.97 [.967]  | Q     |
| 5    | 2       | Fred Kerley            | Estados Unidos  | 10.02        | Q     |
| 6    | 2       | Christian Coleman      | Estados Unidos  | 10.05 [.042] | Q     |
| 7    | 1       | Abdul Hakim Sani Brown | Japão           | 10.05 [.044] | q     |
| 8    | 3       | Aaron Brown            | Canadá          | 10.06        | q,    |
| 9    | 1       | Yohan Blake            | Jamaica         | 10.12 [.111] |       |
| 10   | 1       | Emmanuel Matadi        | Libéria         | 10.12 [.113] |       |
| 11   | 3       | Favour Ashe            | Nigéria         | 10.12 [.118] |       |
| 12   | 2       | Zharnel Hughes         | Grã-Bretanha    | 10.13        |       |
| 13   | 3       | Ferdinand Omanyala     | Quênia          | 10.14        |       |
| 14   | 3       | Erik Cardoso           | Brasil          | 10.15        |       |
| 15   | 1       | Arthur Cissé           | Costa do Marfim | 10.16        |       |
| 16   | 3       | Letsile Tebogo         | Botswana        | 10.17        |       |
| 17   | 1       | Rodrigo do Nascimento  | Brasil          | 10.19 [.185] |       |
| 18   | 2       | Ackeem Blake           | Jamaica         | 10.19 [.190] |       |
| 19   | 1       | Raymond Ekevwo         | Nigéria         | 10.20        |       |
| 20   | 2       | Andre de Grasse        | Canadá          | 10.21        |       |
| 21   | 2       | Ryuichiro Sakai        | Japão           | 10.23        |       |
| 22   | 2       | Edward Osei-Nketia     | Nova Zelândia   | 10.29        |       |
| 23   | 2       | Su Bingtian            | China           | 10.30        |       |
|      | 3       | Marcell Jacobs         | Itália          | DNS          | DNS   |

### Final
A final ocorreu dia 16 de julho às 19:50.
Vento: -0,1 m/s
| Pos.              | Raia | Atleta                 | Nacionalidade  | Tempo        | Notas |
| ----------------- | ---- | ---------------------- | -------------- | ------------ | ----- |
| Medalha de ouro   | 4    | Fred Kerley            | Estados Unidos | 9.86         |       |
| Medalha de prata  | 3    | Marvin Bracy           | Estados Unidos | 9.88 [.874]  |       |
| Medalha de bronze | 8    | Trayvon Bromell        | Estados Unidos | 9.88 [.876]  |       |
| 4                 | 6    | Oblique Seville        | Jamaica        | 9.97         |       |
| 5                 | 5    | Akani Simbine          | África do Sul  | 10.01 [.003] |       |
| 6                 | 7    | Christian Coleman      | Estados Unidos | 10.01 [.005] |       |
| 7                 | 1    | Abdul Hakim Sani Brown | Japão          | 10.06        |       |
| 8                 | 2    | Aaron Brown            | Canadá         | 10.07        |       |

Legenda
| Recorde mundial       | Recorde mundial (World record)               |                       | Recorde africano                      | Recorde africano (African) |                                           | Q | Classificado por posição (Qualified) |
| Recorde do campeonato | Recorde do campeonato (Championship record)  | Recorde da América    | Recorde da América (Americas)         | q                          | Classificado por melhor tempo (Qualified) |   |                                      |
| Melhor marca do ano   | Melhor marca do ano (World leading)          | Recorde asiático      | Recorde asiático (Asian)              | DNS                        | Não largou (Did not start)                |   |                                      |
| Recorde nacional      | Recorde nacional (National record)           | Recorde europeu       | Recorde europeu (European)            | DNF                        | Não terminou (Did not finish)             |   |                                      |
| Recorde pessoal       | Recorde pessoal do atleta (Personal best)    | Recorde da Oceania    | Recorde da Oceania (Oceania)          | DSQ / DQ                   | Desclassificado (Disqualified)            |   |                                      |
| Recorde da temporada  | Recorde da temporada do atleta (Season best) | Recorde sul-americano | Recorde sul-americano (South America) | NM                         | Sem marca (No mark)                       |   |                                      |